# Lowryanthus
Lowryanthus je monotipski rod glavočika smješten u vlastiti podtribus[a Apodocephala?], dio tribusa Athroismeae. Jedina vrsta je trajnica L. rubens, madagaskarki endem.
Novi rod opisan je 2014.